# Lord Arthur Savile's Crime

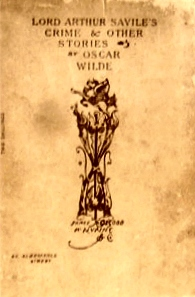
Omslag van de eerste editie van de verhalenbundel

Lord Arthur Savile's Crime (met als ondertitel A Study of Duty) is een kort verhaal van de Ierse dichter, proza- en toneelschrijver Oscar Wilde. De vertelling is onderverdeeld in zes hoofdstukken.
Het verhaal verscheen voor het eerst in het literaire tijdschrift 'The Court and Society Review', waarin het in drie afleveringen werd gepubliceerd op 11, 18 en 25 mei 1887. Deze publicatie droeg de ondertitel A Story of Cheiromancy. Vervolgens verscheen het verhaal in 1891 in een bundel getiteld Lord Arthur Savile's Crime and Other Stories. Deze bundel bevatte verder de verhalen The Canterville Ghost, The Sphinx Without a Secret en The Model Millionaire. In latere edities werd het verhaal The Portrait of Mr. W.H. hieraan toegevoegd.
Wildes inspiratie voor het verhaal ontsproot uit zijn vriendschap met Edward Heron-Allen, die veel belangstelling had voor astrologie en handlijnkunde en daarover ook publiceerde. Op Wildes verzoek had hij zelfs de horoscoop getrokken van Wildes oudste zoon Cyril, kort na diens geboorte.
De in dit verhaal opgevoerde Lady Windermere draagt dezelfde titel als een van de hoofdpersonen in het toneelstuk Lady Windermere's Fan. Gezien het verschil in achtergrond en de afwijkende voornamen blijkt het niet om dezelfde persoon te gaan.

## Samenvatting
Lady Windermere houdt een drukbezochte ontvangst in haar huis waarbij het gezelschap zich onder meer vermaakt met de verbluffende prestaties van ene Septimus R. Podgers, die een bekwaam handlezer (b)lijkt. Ook de gefortuneerde jongeman Arthur Savile onderwerpt zich aan een sessie. Mr. Podgers verbleekt echter als hij de hand van Savile beschouwt en wil niet meer kwijt dan de voorspelling dat de man binnenkort op reis zal gaan en een ver familielid zal verliezen. Arthur Savile voelt de onrust van de man en dringt er later op de avond op aan dat Podgers meer zal zeggen.
Even later verlaat Arthur Savile in grote verwarring en angst het huis. De voorspelling die hij te horen kreeg was dat hij een moord zou plegen. Dit brengt hem in grote gewetensnood aangezien hij binnenkort zou gaan trouwen met de mooie Sybil Merton. Hij bedenkt dat hij pas met haar kan trouwen als de daad is gedaan. Hij stelt een lijstje op van vrienden en verwanten en besluit om een oude tante op te ruimen. Aangezien hij geen persoonlijk fysiek geweld wil gebruiken besluit hij haar te vergiftigen en weet aan een gif te komen dat hij haar aanbiedt als ultiem medicijn tegen haar hartklachten. Vervolgens verlaat hij het land en reist onder het mom van zaken naar Italië om het bericht van haar dood af te wachten. Als het zover is keert hij terug, waarop blijkt dat tante helaas een natuurlijke dood is gestorven.
Noodgedwongen beraamt hij een nieuw plan, deze keer om een oude oom op ingenieuze wijze op te blazen. Ook dit plan mislukt echter jammerlijk, omdat de bedoelde fatale klap uitblijft. Zijn geplande huwelijk moet hij door al deze besognes keer op keer uitstellen. Tijdens een nachtelijke wandeling ontdekt hij aan de kade van de Theems een voorovergebogen figuur, die hij herkent als Mr. Podgers. In zijn wanhoop grijpt hij de man beet en kiept hem over de kademuur in het water. De handlezer blijkt inderdaad verdronken (een kennelijke zelfmoord is het oordeel) en Arthur Savile voelt zich vrij om eindelijk in het huwelijk te treden.
Jaren later, het gelukkige paar heeft inmiddels twee kinderen, krijgen zij bezoek van Lady Windermere. Zij brengt Mr. Podgers in herinnering en merkt daarbij op dat de man eigenlijk gewoon een slimme bedrieger was...